# Heidi Maria Glössner
Heidi Maria Glössner (* 20. Oktober 1943 in Meßkirch, Deutschland) ist eine Schweizer Film- und Theaterschauspielerin.

## Leben
Die gebürtige Deutsche wuchs bei einer Freundin ihrer Mutter, ihrer «zweiten Mama», im sanktgallischen Niederuzwil auf. Ihre Mutter, selbst in Niederuzwil aufgewachsen, brachte Glössner auf Grund der Kriegswirren in Deutschland 1944 dorthin.
Sie absolvierte die Kantonsschule St. Gallen und die Schauspielschule in Zürich und hatte Engagements an mehreren Bühnen in der Schweiz, in Deutschland und in Österreich. Von 1987 bis 2008 spielte sie ohne Unterbruch am Stadttheater Bern und am Luzerner Theater und galt dort nach zahlreichen Auftritten, etwa in Schillers Maria Stuart und Goethes Iphigenie auf Tauris, als „Grande Dame“ des Ensembles.
2006 spielte sie im Film Die Herbstzeitlosen – dem erfolgreichsten Schweizer Kinofilm seit Die Schweizermacher von 1978 – eine der Hauptrollen (Lisi) und wurde damit einem breiteren Publikum bekannt. 2008 spielte sie eine Hauptrolle als Anästhesistin in Tag und Nacht, einer Ärzte-Serie des Schweizer Fernsehens.
Sie erhielt 2016 den Prix Walo als beste Schauspielerin 2015 und im Sommer 2017 den Preis für ihr Lebenswerk von der Armin Ziegler-Stiftung. Weiterhin war sie im Schweizer Tatort und in einer Folge von Der Bestatter zu sehen.

## Filmografie (Auswahl)
- 1992: Tatort: Marion
- 1994: Tatort: Herrenboxer
- 2000: Kilimanjaro
- 2002: Swiss Love
- 2003: Hildes Reise
- 2004: Lilo und Fredi
- 2006: Süssigkeiten
- 2006: Handyman
- 2006: Die Herbstzeitlosen
- 2008: Tag und Nacht
- 2009: Verstrickt und Zugenäht
- 2010: Sonntagsvierer
- 2012: Liebe und andere Unfälle
- 2013: Das Alte Haus
- 2015: Usfart Oerlike
- 2015: Ewige Jugend (Youth)[4]
- 2018: Der Bestatter
- 2018: Tatort: Die Musik stirbt zuletzt
- 2020: Lost in Paradise[5]
- 2024: Tatort: Von Affen und Menschen